# Scaphiopus couchii
Scapiopus couchi é uma espécie de sapo pertencente a família dos scaphiopodidae. 

## Distribuição geográfica
O sapo-pé-de-pá é nativo do sudoeste dos Estados Unidos, norte do México e da península de Baja. Podem der encontrados desde o sul do Arizona e Califórnia.